# Pueblo elegido
Pueblo elegido es un término común usado alrededor del Mundo y a lo largo de la historia, diferentes grupos religiosos, de todas las religiones mundiales, han tenido conceptos de realeza, de divinidad entre ellos mismos, para diferenciarse de la "población común".
'Elegidos' para gobernar o mandar sobre las masas, como una representación de alguna deidad o ser superior,
Existen términos como casta divina, los escogidos, Hijos de Dios, linaje escogido, real sacerdocio, hijo de los dioses, hijo de la luz, entre otros, el concepto de pueblo elegido se halla presente en la Biblia.
De hecho, el principio original de las monarquías, obedece a este principio egocéntrico, de diferenciarse de los demás, dándole matices de superioridad. De acuerdo con esta idea, es la 'preservación' genética, de una misma casta para conservar su 'pureza' espiritual o sanguínea.
En el Protocolo Político es común ver, en sus reuniones, el trato de "distinción", muchas veces casi religioso, que se le da a sus miembros, al igual que los "Títulos honoríficos", estas son formas también de diferenciación de los demás.
Existen analogías de esta misma idea, en la raza humana, el complejo de superioridad, egocentrismo, entre otros.

## Formas de «pueblo elegido» y teología
El verse a sí mismo como el pueblo escogido, o los escogidos por Dios, generalmente está asociado a un movimiento religioso o ideológico, es este mismo sentido, de importancia que Dios, les da a estas personas, o sus líderes o la congregación, es lo que los lleva aún más allá de sus ideologías, casos y suicidios, de sectas u organizaciones religiosas alrededor del mundo, son conocidos, muchas veces por la manipulación de líderes inescrupulosos, aunque no siempre es así.
- Los Abolicionistas, de principios del siglo XIX, fueron un pueblo de origen cristiano que se consideraba a sí mismo, elegido por Dios para traer la libertad a los cautivos de las cadenas de la esclavitud, con garantías de derechos igualitarios.[6] Mientras que del otro lado, los dueños de los Esclavos, otro grupo de cristianos con sus propias doctrinas, se veían a sí mismos como los elegidos para mantener y vender a sus esclavos.

Tal fue el caso, del Estados Unidos colonial.
- Muchas organizaciones religiosas y de caridad se ven a sí mismas como escogidas por Dios para dar cuidado al enfermo y al que sufre.[3]
- Algunas asociaciones cristianas de Estados Unidos afirman que dicho país tiene una misión divina consistente en promover valores cristianos y de lucha contra los oponentes de Estados Unidos. Algunas de las declaraciones de George W. Bush han sido adscritas a esa corriente de pensamiento.[7][8]

## Escogido para recibir el mensaje divino
En casi todas las religiones mundiales, la religiones abrahámicas creen que Dios, cualquiera que sea su nombre, se le ha revelado a los hombres, por medio de Ángeles o por su Profeta, o por algún otro mensajero, o medio.
Algunas de esas religiones, como las diferentes formas del Cristianismo o el Islam, enseñan que su camino es el único camino para la Salvación.
Al igual que las denominaciones dentro de estas mismas religiones, ya sean el Judaísmo, Islamismo, Cristianismo, Hinduismo, Sikhismo, Wicca o el Trascendentalismo, creen que los seguidores de otra fe no tienen la exclusividad en el camino para llegar a Dios.